# Jahrbuch für Geschichte und Kunst im Bistum Hildesheim
Das Jahrbuch für Geschichte und Kunst im Bistum Hildesheim ist der vom Verein für Geschichte und Kunst im Bistum Hildesheim herausgegebene  Almanach zur Geschichte und Kunst im nahräumlich-geographischen Bereich des Bistums Hildesheim. Die Zeitschrift erschien zuvor von 1927 bis 1963 unter den Titeln Unsere Diözese in Vergangenheit und Gegenwart im Bernward-Verlag mit dem Untertitel „Zeitschrift des Vereins für Heimatkunde im Bistum Hildesheim“, anschließend als Die Diözese Hildesheim in Vergangenheit und Gegenwart.
Seit dem 73. Jahrgang erscheint das Periodikum im Verlag Schnell und Steiner in Regensburg.
Die Zeitschriftendatenbank erschließt das Blatt in der Sachgruppe Theologie und Christentum neben den Schlagwörtern Katholische Kirche und Diözese Hildesheim sowie Kunst und Geschichte.